# Polo Reyes
Marco Polo Reyes (født 7. november 1984 i Mexicali, Baja California i Mexico) er en mexicansk MMA-udøver. Han var en af deltagerne i UFC The Ultimate Fighter: Latin America 2 og han konkurrerer i øjeblikket i Ultimate Fighting Championship (UFC).  Han er i Danmark mest kendt for sit nederlag til danske Damir Hadžović den 23. februar 2019 på UFC Fight Night 145.  som han tabte via knockout i anden omgang. 

## Baggrund
Reyes blev født den 7. november 1984 i Mexicali, Baja California i Mexico. Før han blev en kamper, var Reyes tømrer. Han startede til selvforsvarskurser, der førte ham til MMA-træning og senere i konkurrencer. Han var det nationale mesterskab i Mexico og fik to regionale titler i Mexico.  

## MMA-karriere

### Tidlig karriere
Reyes var tilknyttet forskellige MMA-organisationer i Mexico fra 2009 til 2014 med en MMA-rekordliste på 4-3-0, før han sluttede sig til The Ultimate Fighter: Latin America 2- konkurrencen. 

### The Ultimate Fighter: Latin America
I 2015 sluttede Reyes sig til The Ultimate Fighter: Latin America 2  på holdet Efrain Escudero .   I episode 7 mødte Reyes, Christihian Soto fra Nicaragua i en lightweight-kamp, hvor han vandt via TKO via slag i anden omgang. I episode 10 mødte Reyes, Horacio Gutiérrez fra Mexico i semifinalen. Han blev besejret via TKO via slag i første omgang.  

### Ultimate Fighting Championship
Reyes mødte Cesar Arzamendia på UFC Fight Night 78 den 21. november 2015. Han besejrede Arzmaendia via knock-out i første omgang. 
Den 4. juni 2016 var Reyes oppe mod Dong Hyun Ma den 4. juni 2016 ved UFC 199. Reyes knockoutede Kim i tredje omgang.  Begge deltagere blev tildelt Fight of the Night-bonusprisen. 
Reyes mødte Jason Novelli den 5. november 2016 på UFC Fight Night 98 og vandt en delt afgørelse på dommerstemmerne 29-28, 28-29 og 29-28. 
Reyes mødte James Vick den 13. maj 2017 på UFC 211.  Han tabte kampen via TKO i første omgang. 
Reyes mødte Matt Frevola den 14. januar 2018 på UFC Fight Night: Stephens vs. Choi.  Han vandt via knockout et minut inde i kampen.  Han blev tildelt Performance of the Night-bonusprisen . 
Reyes mødte danske Damir Hadžović den 23. februar 2019 på UFC Fight Night 145.  Han tabte kampen via knockout i anden omgang. 
Reyes forventes at møde Drew Dober den 29. juni 2019 på UFC på ESPN 3. 

## Mesterskaber og præstationer
- Ultimate Fighting Championship
  - Fight of the Night (1 gang) vs. Dong Hyun Kim
  - Performance of the Night (2 gange) vs. Cesar Arzamendia og Matt Frevola [18] [16]
  - Femte korteste gennemsnitstid i lightweight-divisionens historie (6:51)
  - Tredje bedste slagforskel i lightweights historie (2.10)
  - Tredje højeste slag rate landet pr. min., I UFC-historie (6,69) [19]